# Выдувание огня

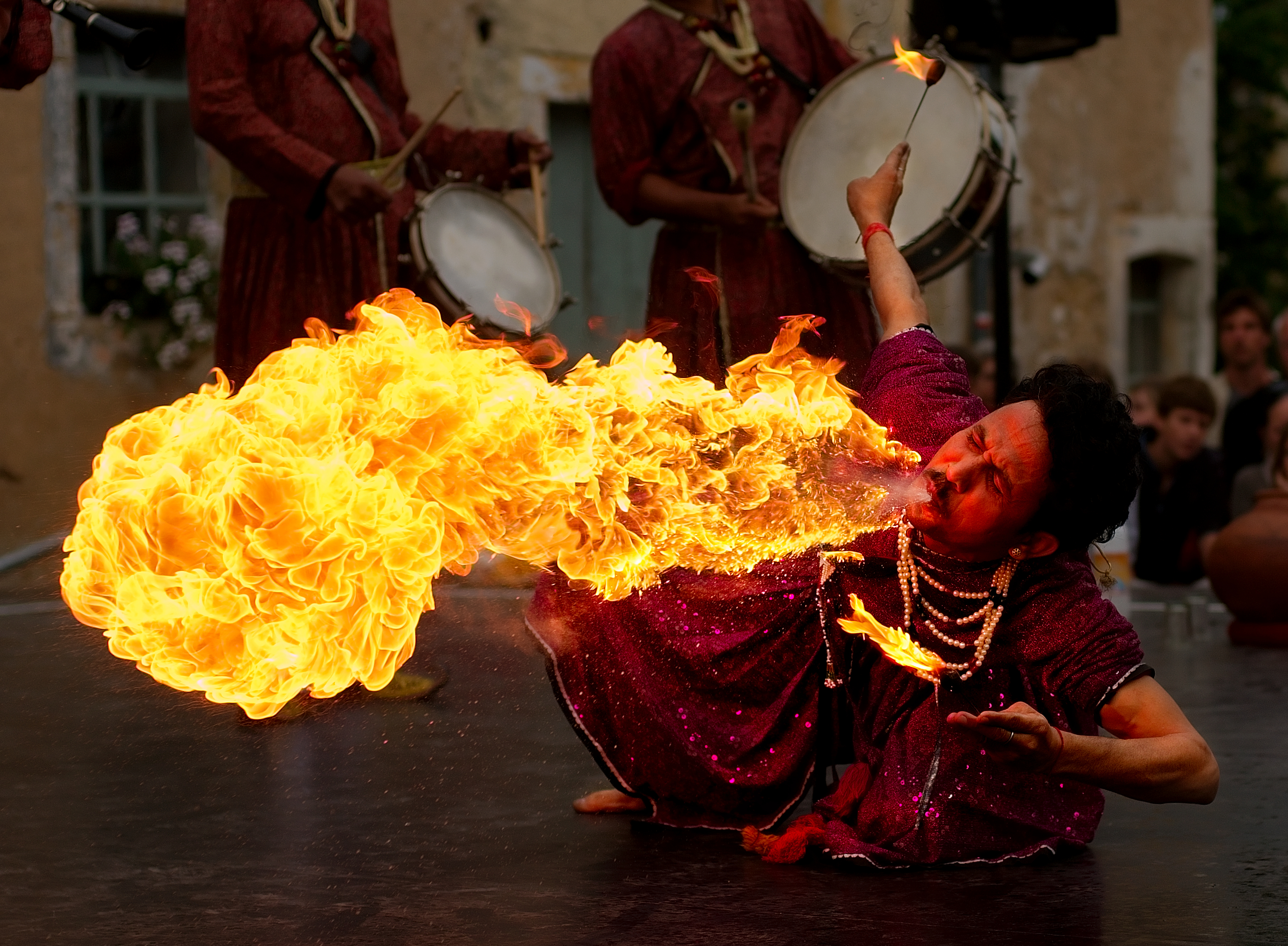
Выдувание огня

Выдувание огня — цирковой трюк, заключающийся в дыхании специальным горючим топливом изо рта на открытый источник огня, расположенный в непосредственной близости от рта, что приводит к возникновению огненного потока, идущего от выдыхающего. Считается, что данный трюк впервые зародился в Индии.
Этот трюк представляет большую и разнообразную опасность для исполнителя. Дыхание огнём — самый опасный из всех видов искусств, связанных с огнём. Даже правильно сделанное огненное дыхание (при правильной технике и безопасном топливе) может иметь неблагоприятные последствия для здоровья, такие как (данный список ими не ограничивается):
- смерть;
- тяжёлые ожоги;
- рак рта, горла и органов дыхания;
- проблемы с зубами;
- язвы желудка и его тканей;
- топливное отравление;
- сухой кашель;
- головная боль, головокружение;
- тошнота, диарея, рвота, боли в животе.

Исполнению трюка должно предшествовать длительное обучение технике, а во время самого исполнения должно использоваться безопасное топливо (не легковоспламеняющееся), должны также обязательно регулироваться прочие многочисленные параметры, такие как температура вспышки, направление ветра, если трюк выполняется на улице, и так далее. Наличие помощника, обученного технике безопасности, с соответствующими огнетушителем и одеялом является обязательным пунктом в большинстве страховых полисов для мастеров по дыханию огнём.
В Книгу рекордов Гиннесса регулярно вносится информация о рекордах в различных направлениях огненного дыхания: например, по одновременному огненному дыханию, «передаче» дыхания от человека к человеку до пуска струи, высоте пламени или длительности его выдувания.